# دکن

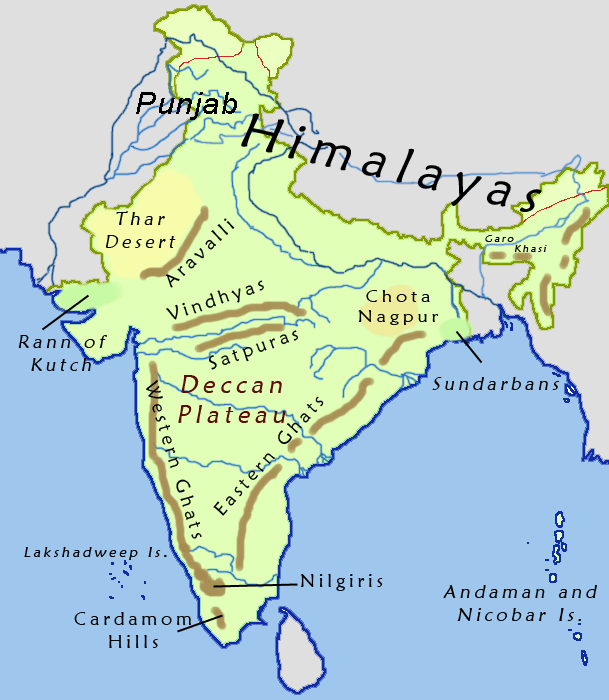
فلات دکن

فلات دَکَن بزرگ‌ترین فلات کشور هندوستان است؛ که بخش عمده جنوب این کشور را شامل می‌شود. این فلات میان سه رشته کوه واقع شده و ۸ ایالت هند را دربر گرفته و خط ساحلی مثلث شکل شبه قاره هند را تشکیل می‌دهد.
در گذشته به بخش جنوبی شبه قاره هند «دکن» گفته می‌شد و این بخش سرزمینی مستقل به‌شمار می‌رفت. نام «هندوستان» در آن زمان در مقابل «دکن» استفاده می‌شد که به سایر سرزمین‌های شبه‌قاره اشاره داشت.

## جغرافی
به‌طور کلی به بخش جنوبی شبه قاره هند در جنوب رودخانه نارمادا، «دکن» گفته می‌شود. به معنای دقیق‌تر دکن فلاتی است محدود شده بین رودخانه‌های نارمادا و کریشنا، شامل کل ایالت ماهاراشترا و بخش‌هایی از ایالت‌های مادیا پرادش، چتیسگر، اوریسا، آندرا پرادش و کارناتاکا. ارتفاع متوسط آن در حدود ۲۰۰۰ فوت (۶۰۰ متر) می‌باشد. رودخانه‌های اصلی آن، گاداواری، کریشنا، و کاوری بوده و جریان رودها از شرق به غرب به سمت محدوده خلیج بنگال است.

## تاریخچه
ساکنان اولیه دکن، پیش از تهاجم آریایی‌ها در دومین هزاره پیش از میلاد، دراویدی‌ها بودند. این سرزمین توسط سلسله‌های موریان (سده‌های دوم تا چهارم پیش از میلاد) و گوپتا (چهارم تا ششم میلادی) و چندین سلسله دیگر اداره می‌شد. دکن بارها مورد تهاجم و غارت سلطنت دهلی که مجموعه‌ای از سلسله‌های پادشاهی مسلمان بود قرار گرفت تا سرانجام کنترل این منطقه را بدست آورد. در سال ۱۳۴۷ میلادی سلسله بهمنیان که یک پادشاهی مستقل مسلمان بود در این منطقه تأسیس گشت که بعدها به پنج سلسله سلطنتی مسلمان تقسیم شد که شامل عادلشاهیان، قطب شاهیان، نظام شاهیان، عماد شاهیان و برید شاهیان است. بخش اعظم سرزمین دکن توسط دودمان گورکانیان هند درسده ۱۷ میلادی فتح شد. با تضعیف دولت مرکزی امپراتوری گورکانی، برای کنترل این منطقه مناقشهٔ سه جانبه‌ای بین خاندان هندوی مراتا، و حکومت‌های مسلمان مستقل نواب و نظام حیدرآباد برقرار بود. در قرن ۱۸ دکن صحنه رقابت بین بریتانیا و فرانسه بود. رقابت سه خاندان یاد شده به تدریج موجب تسلط انگلستان بر منطقه شد. بیشتر دکن تا استقلال هند در سال ۱۹۴۷ تحت کنترل بریتانیا باقی‌ماند. در این سال خاندان نظام حیدرآباد ابتدا مقاومت کرد اما در سال ۱۹۴۸ به اتحادیه هند پیوست.

## نگارخانه

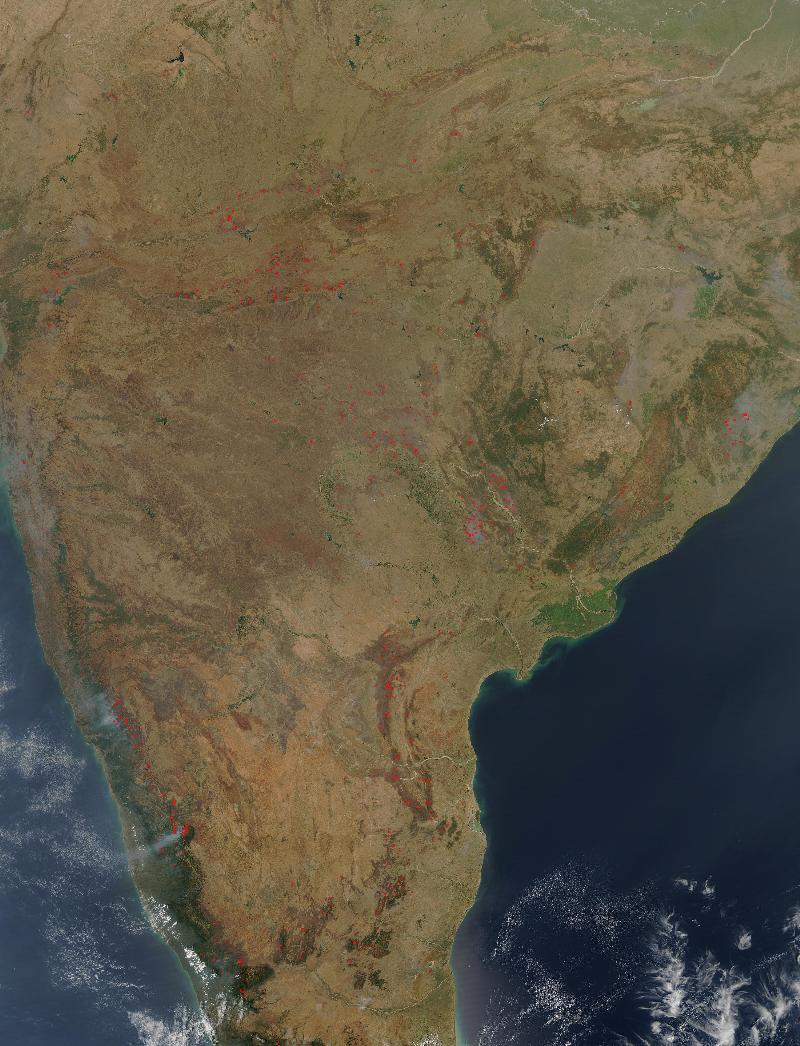
تصویر ماهواره‌ای فلات دکن
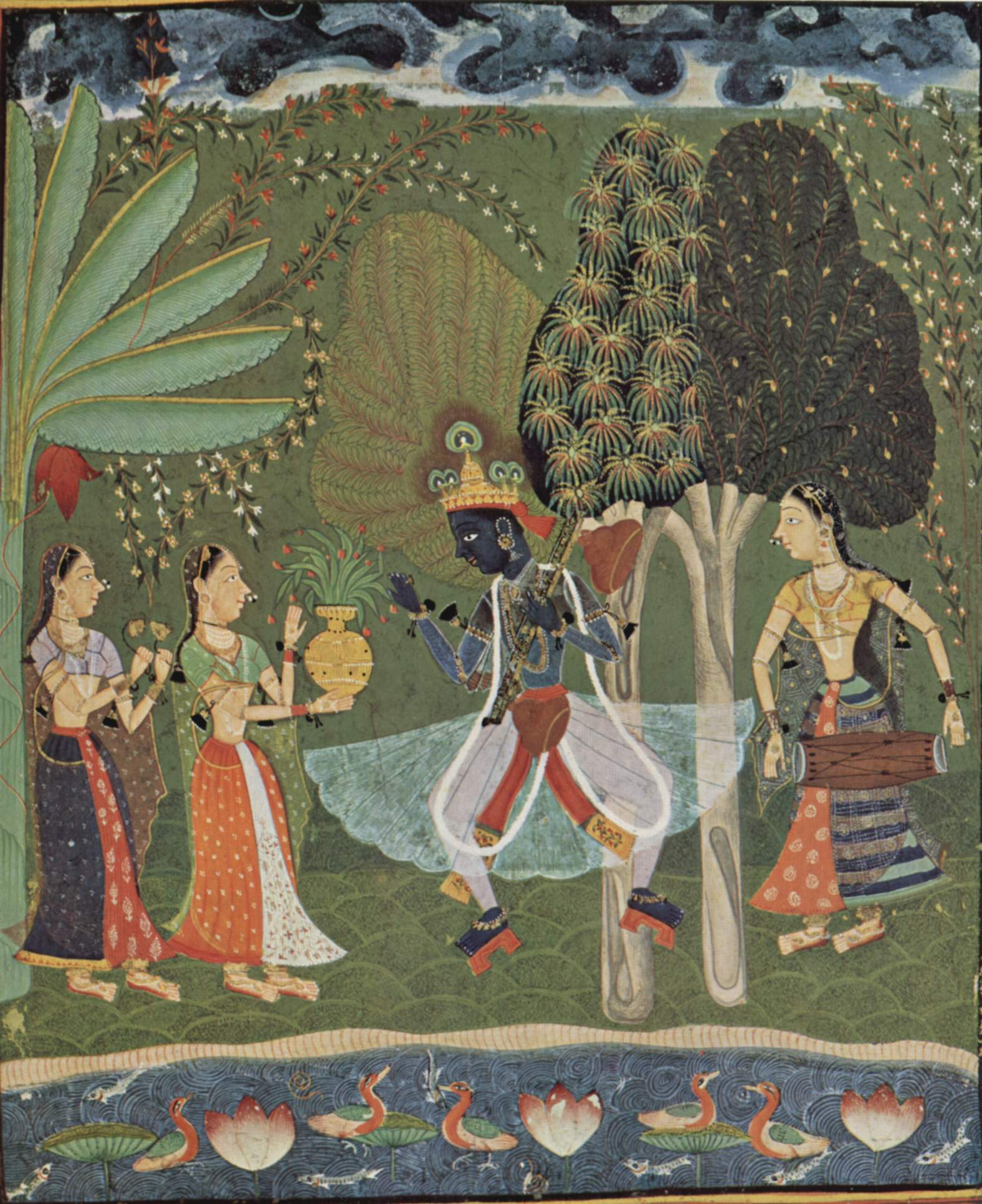
سبک دکنی در مینیاتور
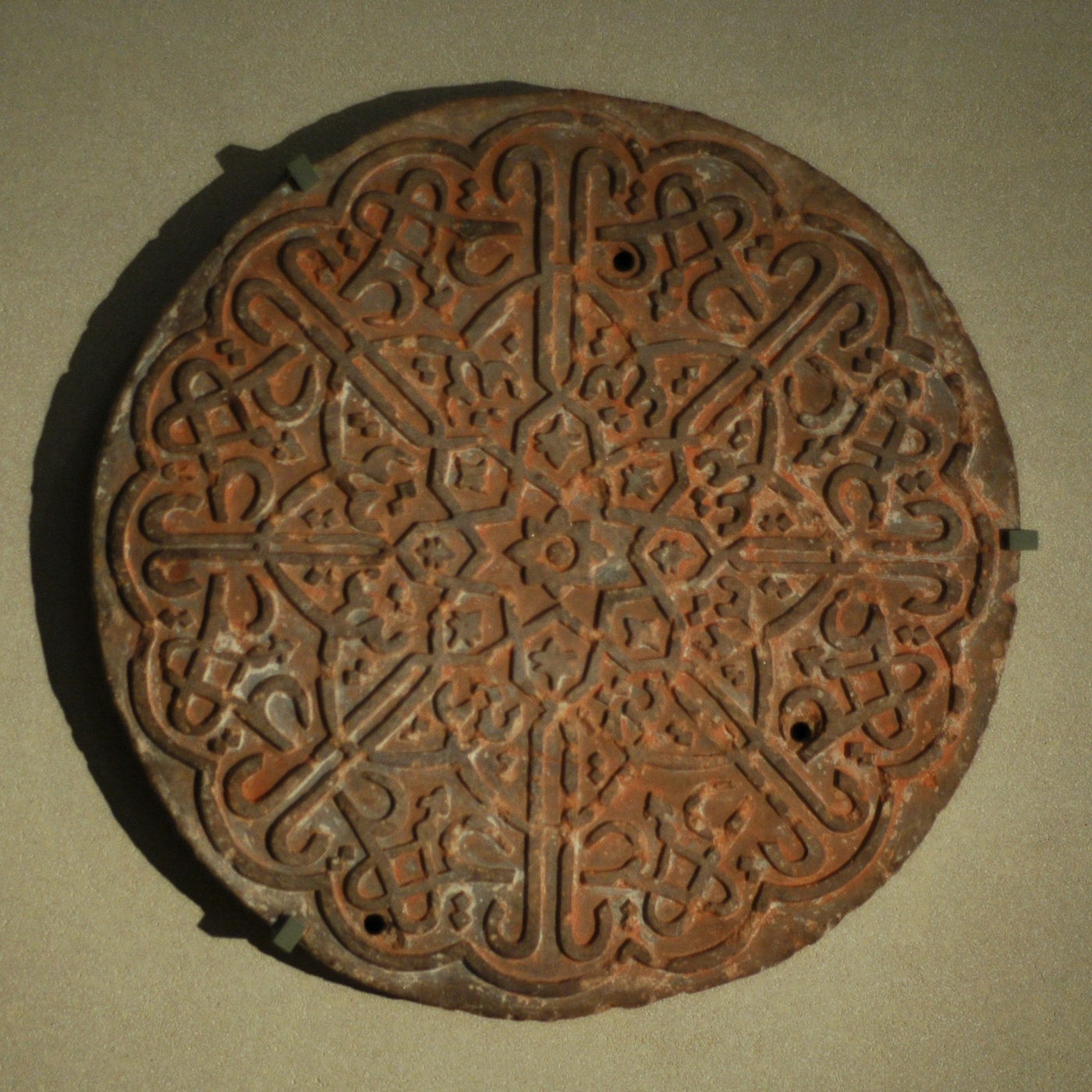
شمسه‌ای از خط، حجاری بر روی سنگ، سده شانزدهم میلادی
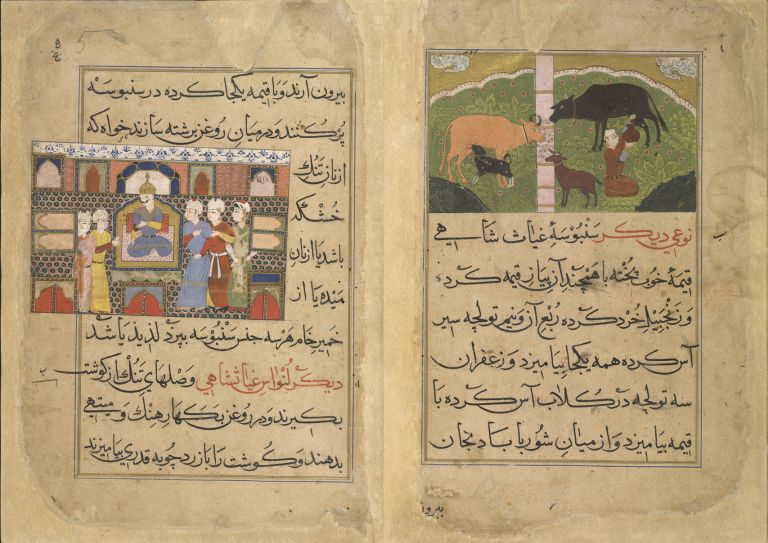
کتاب نعمت‌نامه نصیرالدین شاهی (کتاب دستور آشپزی)
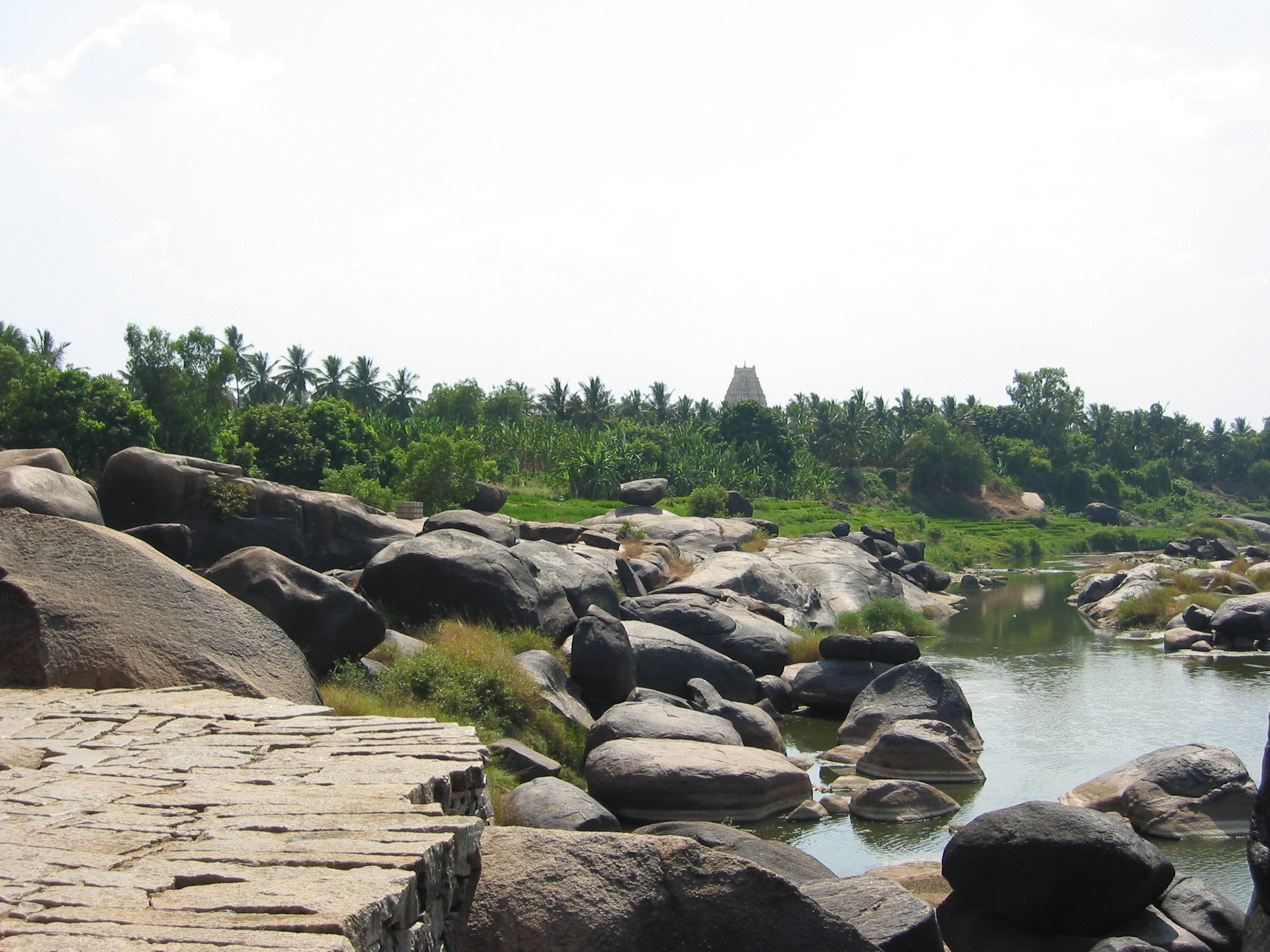
چشم‌اندازی از رودخانه‌های دکن منطقه‌ای در نزدیکی هامپی دهکده‌ای در شمال کارناتاکا
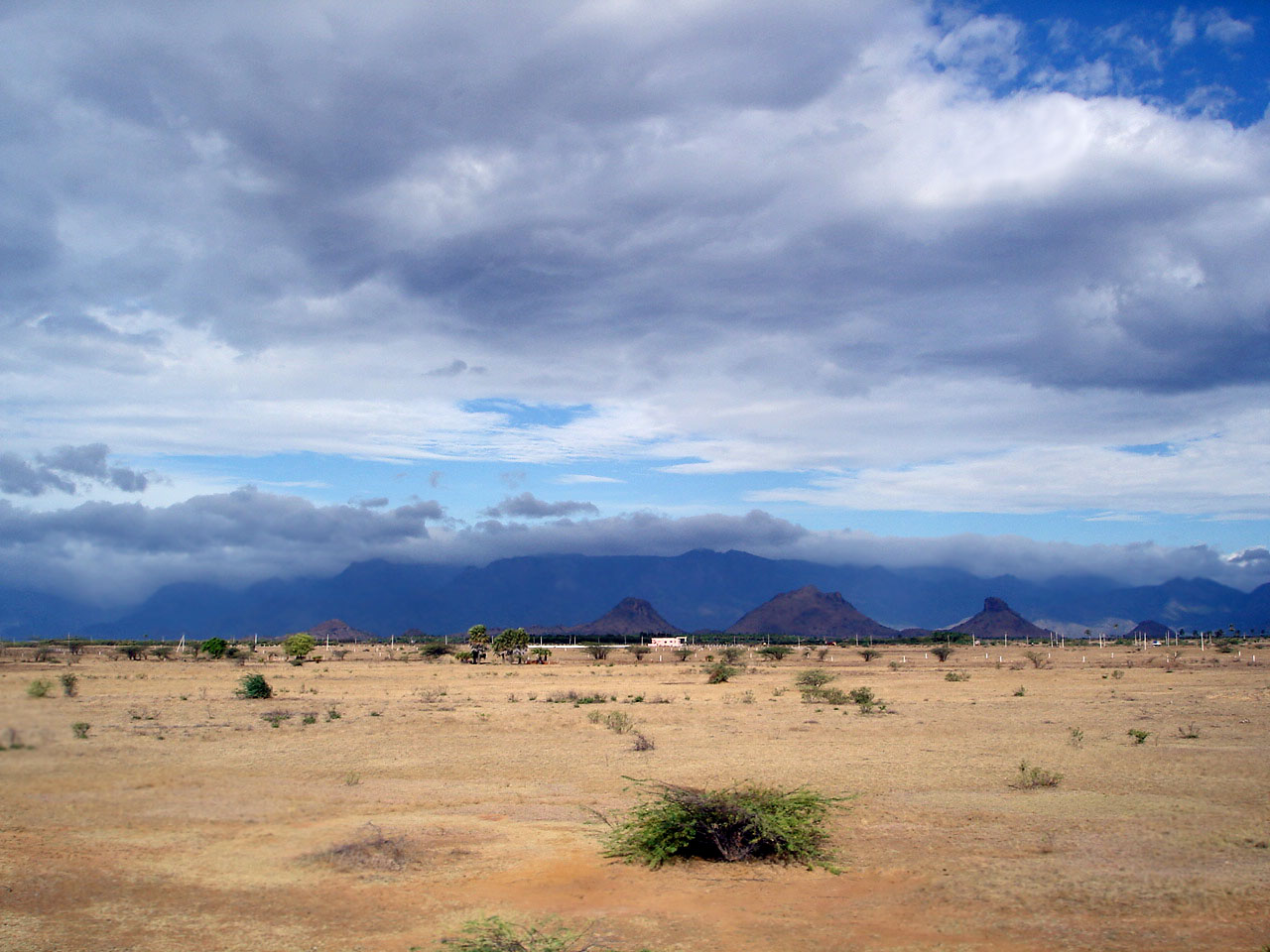
دورنمایی از منطقه آگستیمالی و تیرونلولی
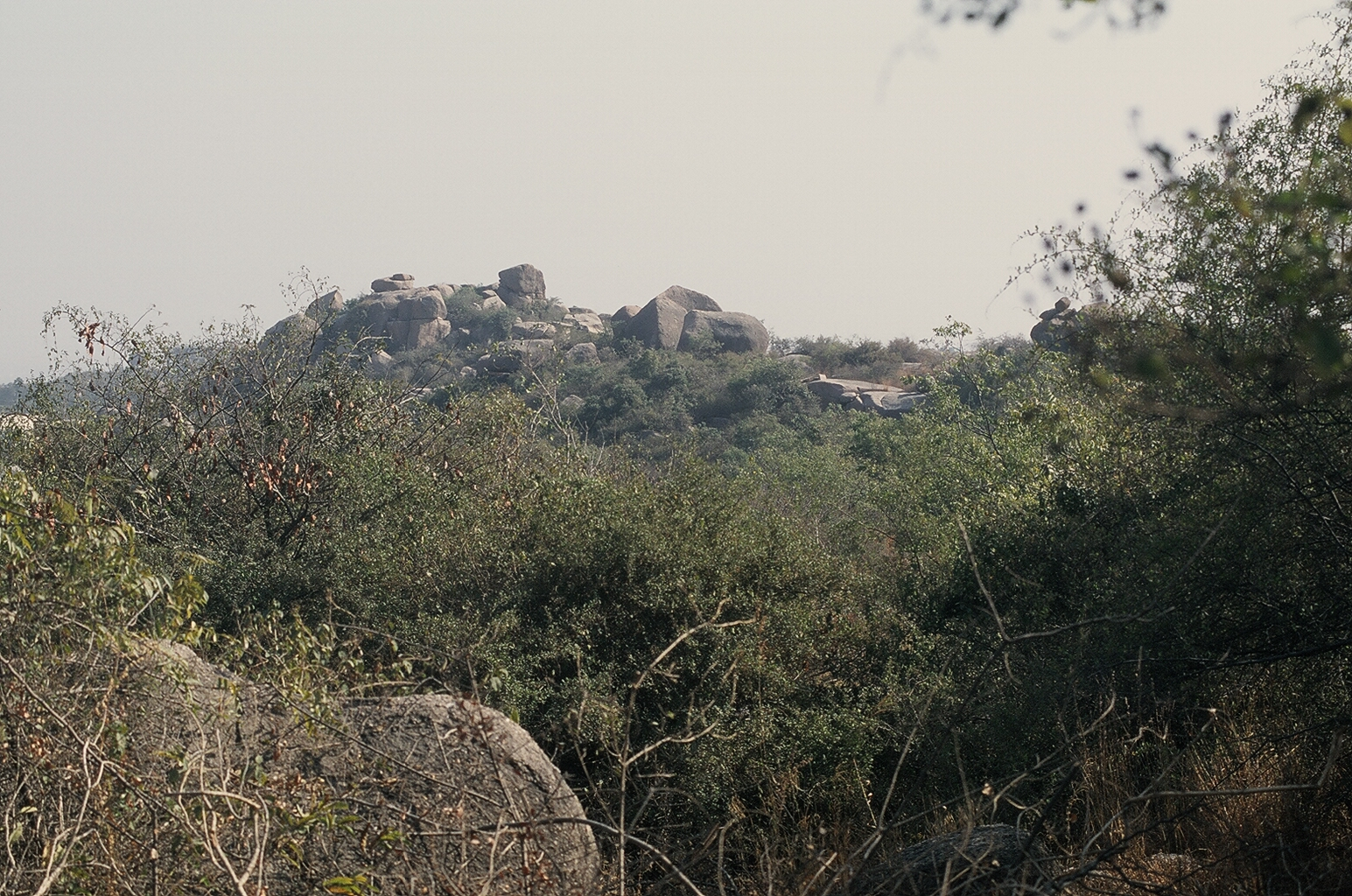
نزدیکی حیدرآباد در آندرا پرادش، تپه‌هایی از تخته سنگ‌های گرانیتی یکی از ویژگی‌های مشترک در چشم‌اندازهای فلات دکن به‌شمار می‌رود.